# Tobipuranga auricollis
Tobipuranga auricollis är en skalbaggsart som först beskrevs av Johan Wilhelm Dalman 1817.  Tobipuranga auricollis ingår i släktet Tobipuranga och familjen långhorningar.
Artens utbredningsområde är Guyana. Inga underarter finns listade i Catalogue of Life.